# イギンゲン
イギンゲン (ドイツ語: Iggingen) は、ドイツ連邦共和国バーデン＝ヴュルテンベルク州シュトゥットガルト行政管区のオストアルプ郡に属す町村（以下、本項では便宜上「町」と記述する）である。この地域はオストヴュルテンベルク地方（東ヴュルテンベルク）およびシュトゥットガルト大都市圏辺縁部に含まれる。

## 地理

### 位置
イギンゲンはレムス川とライン川の間のなだらかな山の上に位置する。シュヴェービッシュ・グミュントから約 10 km の距離にある。

### 隣接する市町村
この町は、北はテーファーロート、ラインツェルおよびゲッギンゲン、東はホイヒリンゲンおよびベービンゲン・アン・デア・レムス、南と西はシュヴェービッシュ・グミュントと境を接している。

### 自治体の構成
自治体としてのイギンゲンは、小集落ブラインコーフェンとシェーンハルトを含む村落イギンゲンの他、アイルリングホーフェンおよびエーデルヴァイラーの各地区からなる。

### 土地利用
| 土地利用種別面積 | 農業用地 | 森林  | 住宅地 | 産業用地 | 交通用地 | 水域  | レジャー用地 | その他 |
| ---------------- | -------- | ----- | ------ | -------- | -------- | ----- | ------------ | ------ |
| 面積 (km2)       | 8.57     | 1.12  | 0.58   | 0.11     | 0.62     | 0.02  | 0.04         | 0.36   |
| 占有率           | 75.1 %   | 9.8 % | 5.0 %  | 1.0 %    | 5.5 %    | 0.2 % | 0.3 %        | 3.2 %  |

州統計局の2015年現在のデータによる

## 歴史

### イギンゲン
イギンゲンは、早くも855年に Ucchinga という名称でロルシュ文書に初めて記載されている。1274年からは Uggingen という表記がなされている 。1275年から16世紀初めまでイギンゲン家がこの村を治めた。イギンゲン家が断絶し、これを引き継いだウッキンゲン家も絶えると、もはやこれを引き継ぐ貴族家はなくなった。このためイギンゲンはシュヴェービッシュ・グミュントに編入され、帝国村落となった。この村はその後シュヴェービッシュ・グミュント郡に属し、1973年の郡再編でオストアルプ郡に組み込まれた。

### シェーンハルト
シェーンハルトは1278年に初めて文献に記録されている。この集落は現在も農業を主体とする地区である。

### ブラインコーフェン
ブラインコーフェンでは、約10万年前に作られた手斧が発掘された。紀元前18000年から紀元前4000年の氷期の狩人もその痕跡を遺している。ケルト人の遺物も見られる。
ブラインコーフェンは1288年に初めて文書に記録されている。

## 住民

### 人口推移

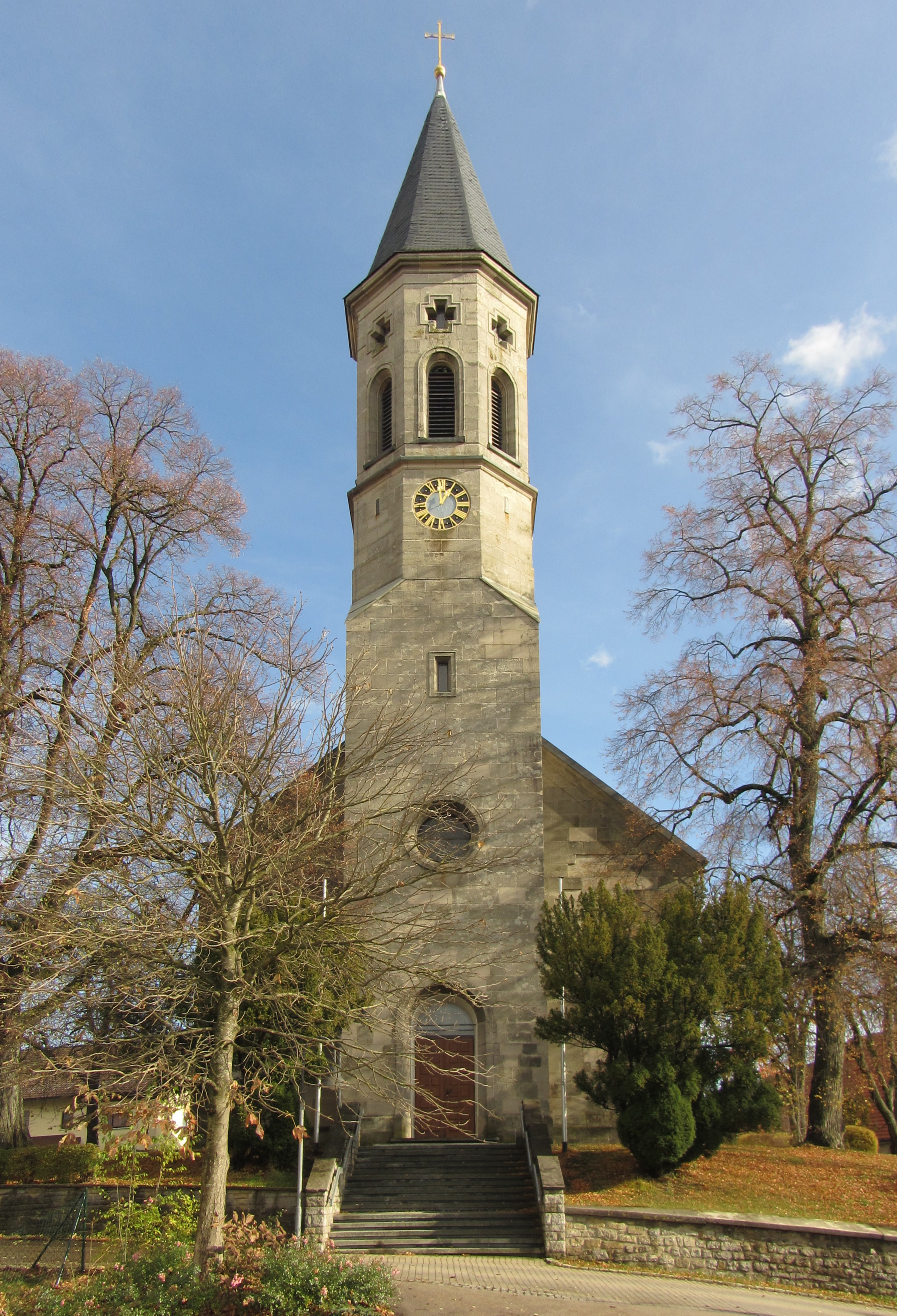
カトリックの聖マルティヌス教会

| 年   | 人口（人） |
| ---- | ---------- |
| 1939 | 952        |
| 1961 | 1,412      |
| 1970 | 1,634      |
| 1987 | 1,959      |
| 1997 | 2,385      |
| 2005 | 2,580      |
| 2010 | 2,560      |
| 2015 | 2,554      |

### 宗教
イギンゲンではローマ＝カトリックが主流である。町で唯一の教会は1859年に建設された聖マルティヌス教会で、少数の福音主義信者はテーファーロートの教会組織に属している。

## 行政

### 行政連合
この町は、ラインツェルに本部を置くラインタール＝フリッケンホーファー自治体行政連合に属している。

### 首長
2010年2月7日の町長選挙でクレメンス・シュテックレは、97.35 % の支持票を獲得して再選された。彼は1994年から町長の職に就いている。

### 紋章
図柄: 銀地と青地に斜めに二分割。向かって右上に、斜め分割線に沿って上に向かって歩む赤い獅子。

## 経済と社会資本

### 交通
連邦道 B29号線（ヴァイプリンゲン - ネルトリンゲン）がイギンゲンと広域道路網を結んでいる。

### 教育
イギンゲンには基礎課程学校が1校あるだけである。この他には町立幼稚園とローマ＝カトリック教会が運営する幼稚園がある。最寄りの本課程学校は、自治体行政連合が運営する学校がラインツェルにある。その他の学校はシュヴェービッシュ・グミュントおよびホイバッハにある。